# Chaos and Creation in the Backyard
Chaos and Creation in the Backyard es el decimotercer álbum de estudio del músico británico Paul McCartney, publicado por la compañía discográfica Parlophone en septiembre de 2005.
Fue el primer álbum ―desde Give My Regards to Broad Street (1984)― en el que McCartney no se encuentra involucrado en la producción.
Por petición expresa de George Martin, McCartney invitó al productor Nigel Godrich ―colaborador habitual de la banda Radiohead y de Beck―.
Las sesiones de grabación se llevaron a cabo entre febrero de 2003 y mayo de 2005. McCartney tocó la mayoría de los instrumentos ―como hizo en sus álbumes McCartney (1970) y McCartney II (1980).
Chaos and Creation in the Backyard supone el último trabajo de McCartney publicado bajo el sello discográfico EMI, con quien rescindió su contrato para firmar uno nuevo en marzo de 2007 con Hear Music, propiedad de Starbucks.

## Historia
Según declaró Paul McCartney en el documental que acompaña al álbum, Nigel Godrich fue en ocasiones franco con él durante el proceso de grabación de Chaos and Creation in the Backyard, impidiéndole acomodarse en el estudio y seleccionando los mejores temas para hacer sacar lo mejor de él. Aunque en un principio resultó chocante para McCartney, al final acabó por apreciar la honestidad y la tenacidad de Godrich. Al respecto, McCartney comentó: «Nigel me impidió que cantara canciones que a él no le gustaban, lo cual era muy descarado para él».
Por su parte, Godrich comentó tras ser llamado para producir un álbum con McCartney: «Mi primera reacción fue de terror, no solo porque era una persona muy importante, sino también porque no estaba seguro de si él estaba dispuesto a ensuciarse las manos».
Godrich y McCartney comenzaron a colaborar juntos grabando las canciones «This Never Happened Before» y «Follow Me», a partir de las cuales quedaron convencidos de que podrían completar un álbum. La participación de Godrich en las sesiones fue activa, inspirando a McCartney a componer «At the Mercy», añadiendo loops de piano en «How Kind of You» y trabajando con McCartney en ralentizar el tempo de «Riding to Vanity Fair».

## Outtakes
Las sesiones de grabación de Chaos and Creation in the Backyard fueron lo suficientemente productivas como para producir un exceso de canciones, algunas de las cuales no fueron publicadas en el álbum original, aunque sí en ediciones especiales o como caras B de sencillos. «She's So Beautiful» fue ofrecida como descarga digital en formato WMA a través de las tiendas Target Corporation. Por otra parte, «Comfort of Love» y «Growing Up Falling Down» fueron usadas como cara B del sencillo «Fine Line», mientras que «Summer of '59», «This Loving Game» y «I Want You to Fly» se publicaron como cara B del sencillo «Jenny Wren».

## Recepción
Las primeras reseñas de Chaos and Creation in the Backyard fueron positivas y elevaron el álbum como uno de los mejores en su carrera en solitario, señalando que tras Flaming Pie, Run Devil Run y Driving Rain, la publicación de Chaos and Creation in the Backyard hace suponer un buen momento creativo para McCartney y una revalorización de su carrera en solitario. Muchos críticos musicales y seguidores de su música han reconocido que el álbum es inusualmente reflexivo e intimista para McCartney. La dirección tomada por McCartney hacia ese sonido fue considerado como una sorpresa, dando como resultado la nominación a tres premios Grammy, incluyendo el de álbum del año.
En Estados Unidos, Chaos and Creation in the Backyard debutó en el puesto 6 de la lista Billboard 200 y vendió 91 545 copias en su primera semana. El álbum entró en el puesto 10 de las listas de discos más vendidos del Reino Unido, donde pasó tres semanas. Según EMI, el álbum vendió más de 1,3 millones de copias a nivel mundial.
El primer sencillo, «Fine Line», fue publicado el 29 de agosto como adelanto de Chaos and Creation in the Backyard, alcanzando el puesto 20 en Reino Unido. Un segundo single, «Jenny Wren», alcanzó el puesto 22 en noviembre.
Previo a la publicación del álbum, el 28 de julio de 2005, McCartney ofreció un concierto ante un público reducido en el Estudio 2 de Abbey Road Studios. El concierto, relevante por su carácter intimista y entremezclado con charlas, fue emitido en televisión bajo el título Chaos and Creation at Abbey Road.
El 16 de septiembre inició la gira The 'US' Tour en Tampa (Florida) con conciertos en Estados Unidos y Canadá para promocionar el álbum.

## Portada
La portada corresponde a una fotografía de su hermano, Mike McCartney, tomada en 1962 y titulada Our Kid Through Mum's Net Curtains, con Paul McCartney tocando la guitarra en el patio de su casa de Liverpool.

## Lista de canciones
Todos los temas están compuestos por Paul McCartney

| N.º | Título                                                        | Duración |  |
| 1.  | «Fine Line»                                                   | 3:05     |  |
| 2.  | «How Kind of You»                                             | 4:47     |  |
| 3.  | «Jenny Wren»                                                  | 3:47     |  |
| 4.  | «At the Mercy»                                                | 2:38     |  |
| 5.  | «Friends to Go»                                               | 2:43     |  |
| 6.  | «English Tea»                                                 | 2:12     |  |
| 7.  | «Too Much Rain»                                               | 3:24     |  |
| 8.  | «A Certain Softness»                                          | 2:42     |  |
| 9.  | «Riding to Vanity Fair»                                       | 5:07     |  |
| 10. | «Follow Me»                                                   | 2:31     |  |
| 11. | «Promise to You Girl»                                         | 3:10     |  |
| 12. | «This Never Happened Before»                                  | 3:24     |  |
| 13. | «Anyway» (Contiene un tema oculto, «I've Only Got Two Hands») | 7:22     |  |

Edición especial
Incluye el disco original y un DVD con las siguientes características:
- «Between Chaos and Creation» (30 minutos), documental.
- «Fine Line» (4 minutos), video en el estudio.
- «Line Art» (12 minutos), película animada con dibujos de Brian Clarke y los temas instrumentales «Riding To Vanity Fair», «At the Mercy» y «Anyway».
- «How Kind of You» (5 minutos), menú del DVD.

## Músicos
- Paul McCartney: voz, guitarras, bajo, piano, percusión, batería, moog, armonio, órgano, piano eléctrico Wurlitzer, fliscorno, arpa, loops, lira, violonchelo, flauta, vibráfono y melódica.
- Rusty Anderson: guitarras
- Pedro Eustache: duduk
- Jason Falkner: guitarras
- James Gadson: batería
- Nigel Godrich: loops
- Abe Laboriel Jr.: percusión
- Brian Ray: guitarra
- Joey Waronker: percusión
- David Campbell: arreglos de cuerda.
- Joby Talbot: arreglos de cuerda.
- The Los Angeles Music Players: sección de cuerda.
- Millennia Ensemble: sección de cuerda

## Posición en listas
| País              | Lista                   | Posición |
| ----------------- | ----------------------- | -------- |
| Alemania          | Media Control Chart     | 4        |
| Australia         | ARIA Albums Chart       | 33       |
| Bélgica (Valonia) | Ultratop 200 Albums     | 6        |
| Bélgica (Flandes) | Ultratop 200 Albums     | 15       |
| Canadá            | Canadian Albums Chart   | 6        |
| Dinamarca         | Danish Albums Chart     | 5        |
| España            | Spanish Albums Chart    | 9        |
| Estados Unidos    | Billboard 200           | 6        |
| Finlandia         | Finnish Albums Chart    | 20       |
| Francia           | SNEP Albums Chart       | 3        |
| Noruega           | Norwegian Top 40 Albums | 8        |
| Países Bajos      | Mega Albums Top 100     | 8        |
| Reino Unido       | UK Albums Chart         | 10       |
| Suecia            | Swedish Albums Chart    | 3        |
| Suiza             | Swiss Music Charts      | 9        |

| Sencillo                     | País           | Lista                         | Posición |
| ---------------------------- | -------------- | ----------------------------- | -------- |
| «Fine Line»                  | Estados Unidos | Hot Adult Contemporary Tracks | 31       |
| «Fine Line»                  | Reino Unido    | UK Singles Chart              | 20       |
| «Jenny Wren»                 | Reino Unido    | UK Singles Chart              | 22       |
| «This Never Happened Before» | Estados Unidos | Hot Adult Contemporary Tracks | 27       |